# Ulota phyllantha
Ulota phyllantha là một loài Rêu trong họ Orthotrichaceae. Loài này được Brid. miêu tả khoa học đầu tiên năm 1819.